# Anilocra rhodotaenia
Anilocra rhodotaenia es una especie de crustáceo isópodo marino del género Anilocra, familia Cymothoidae.
Fue descrita científicamente por Bleeker en 1857.

## Distribución
Esta especie se encuentra en Indonesia.